# ديفيد ماكنزي (سياسي أسترالي)
ديفيد ماكنزي (بالإنجليزية: David McKenzie)‏ هو سياسي أسترالي، ولد في 30 مايو 1933 في ملبورن في أستراليا. حزبياً، نشط في حزب العمال الأسترالي. وقد انتخب عضو مجلس النواب الأسترالي عن دائرة Division of Diamond Valley ‏ (2 ديسمبر 1972 – 13 ديسمبر 1975).